# 亞洲電視劇集列表 (1990年代)

## 1990年
| 首播日期 | 集數 | 劇名                                    | 官網                              | 編審                 | 監製   | 演員 | 備註                                 |
| 01月8日  | 10   | 最佳才子                                |                                   | 張小嫻               | 譚新源 | 賈思樂、翁虹、江圖、周秀蘭、彭文堅、胡渭康、寶佩如、苑瓊丹、樂蓓                                                                               |                                      |
| 01月8日  | 10   | 妙手神偷                                |                                   |                      | 李元科 | 尹天照、葉玉萍、吳紫妍、蔣金、森森 | 編導：黃偉業                         |
| 01月9日  | 16   | 藍月亮 The Harvest Moon                 | 網頁                              | 林蘊衡 司徒錦源      | 凌雪娥 | 袁潔儀、萬綺雯、鄧浩光、羅頌華、羅國暉、羅耀雄、李浩倫、司徒慧焯、容錦昌、蕭亮、梁淑莊、陳麗雲、煒烈、黃麗英                                   | 半小時劇集                           |
| 01月22日 | 10   | 大富大貴                                | 網頁                              | 梁志明               | 陳鴻楷 | 楊群、馮素波、歐陽耀麟、龐秋雁、潘志文、蔡倩如、關詠荷                                                                                         |                                      |
| 01月22日 | 10   | 單身靚族                                |                                   |                      | 龍紹基 | 陳曉瑩、黃曼凝、趙靜儀、陳穎芝、黃允材、劉少君、李青山、吳聲發                                                                                 |                                      |
| 02月5日  | 20   | 街市忍者 The Street Market Ninja        | 網頁                              | 張毅成               | 伍潤泉 | 盧海鵬、吳元俊、彭健新、葉玉萍、李菁、梅愛芳、江漢、蔡國慶                                                                                     | 主題曲：《正義朋友》(彭健新)         |
| 03月5日  | 20   | 難兄難弟                                |                                   | 曾謹昌 林超榮 鄭忠泰 | 袁仁康 | 陳輝虹、劉丹、秦沛、劉錫賢、苑瓊丹、江圖、姜皓文、施明                                                                                         |                                      |
| 04月2日  | 21   | 赤子雄風                                |                                   | 馬偉豪 鄭忠泰        | 陳木勝 | 莫家堯、張家輝、龍炳基、高雄、袁潔儀、陳佩珊、尹天照、吳聲發、梁十一、呂頌賢、金興賢、馮素波                                                   | 稱於《七點鐘劇場》                   |
| 04月2日  | 65   | 代代平安                                |                                   | 鍾健強               | 岑國榮 | 鄭少秋、李香琴、江圖、盧海鵬、萬綺雯、彭文堅、葉玉卿、莊靜而                                                                                   | 半小時劇集                           |
| 04月4日  | 8    | 父女三分親                              |                                   | 鄧特希               | 伍潤泉 | 吳耀漢、趙冬兒、胡渭康、麥麗紅、唐品昌、龐秋雁、程嵐                                                                                           | 半小時劇集 編導：余凱榮 編劇：唐家俊 |
| 04月5日  | 20   | 血染紫禁城 （滿清十三皇朝之血染紫禁城） | myTV SUPER （页面存档备份，存于） | 許淑嫻               | 龍紹基 | 米雪、劉永、梁思浩、李青山、森森、楊澤霖、斑斑、麥麗紅、吳廷燁、周秀蘭、李菁、陳佩珊、熊德誠、湯鎮業、戚美珍、歐陽珮珊、嚴秋華、司馬華龍、白彪 | 主題曲：趙山                         |
| 04月30日 | 20   | 佳偶天成                                |                                   | 張小嫻 陳淑賢        | 李愛瓊 | 關詠荷、張國強、秦沛、陳嘉儀、喬宏、寶佩如 | 稱於《七點鐘劇場》                   |
| 05月28日 | 20   | 法本無情                                |                                   | 吳文輝               | 鄧衍成 | 劉錦玲、吳茜薇、袁潔儀、吳毅將、鄧浩光、江華、吳元俊、施明                                                                                     | 稱於《七點鐘劇場》                   |
| 06月11日 | 25   | 中華英雄                                |                                   | 鄭忠泰               | 招振強 | 何家勁、尹天照、羅頌華、關詠荷、葉玉卿、楊澤霖                                                                                                 | 半小時劇集                           |
| 06月25日 | 30   | 還看今朝                                |                                   | 司徒錦源             | 韋家輝 | 任達華、米雪、江圖、楊雄、苗金鳳、黃日華、戚美珍、吳啟華、伍詠薇、翁虹、莊靜而、孫興、吳紫妍、雪梨、李永豪、李泳漢                             | 稱於《七點鐘劇場》                   |
| 08月6日  | 15   | Q表姐（夏天的童話） What a Summer       | 網頁                              | 盧榮光               | 陳澤成 | 何美婷、王艷娜、關詠荷、劉錫賢、戴夢夢、劉志榮、胡渭康                                                                                         | 稱於《七點鐘劇場》                   |
| 08月27日 | 20   | 樓下伊人                                | 網頁                              | 劉枝華               | 陳鴻楷 | 柏安妮、鄧浩光、江華、何偉龍,秦沛,李影 | 稱於《七點鐘劇場》                   |
| 10月8日  | 20   | 鴻運迫人來                              |                                   | 鍾健強               | 馬偉豪 | 張國強、唐麗球、彭文堅、黃允材、江圖、劉丹、袁潔儀、邱月清、劉千愉、苗金鳳、葉玉萍、陳百燊                                                     | 編導：蒲騰晉、蔡錦源、何錦燦、梁崇勳 |
| 10月8日  | 50   | 第三間電台 Radio III                    | 網頁                              | 張小嫻 陳淑賢        | 袁仁康 | 薛家燕、陳佩珊、苑瓊丹、秦沛、江華、吳元俊、邵傳勇、陳山河、安德尊、黃允材、斑斑、寶佩如、黎小田、譚文潔                                       | 半小時劇集                           |
| 11月5日  | 20   | 我係Tuna Fi                             |                                   | 司徒錦源 阮少娜      | 陳澤成 | 何美婷、陳穎芝、寶佩如、劉錫賢、鄧浩光、姜皓文                                                                                                 | 稱於《七點鐘劇場》                   |
| 12月3日  | 20   | 亡命天涯路                              |                                   | 鄭忠泰               | 黃國輝 | 吳毅將、江圖、杨嘉诺、惠天賜、柏安妮、鄧浩光、葉玉卿、張雷、嚴秋華、金興賢、蕭亮、孫名翠、梁潔華、阮令濤                                       | 稱於《七點鐘劇場》 編導：黃國輝      |
| 12月17日 | 60   | 富貴冤家                                | 網頁                              | 林蘊衡               | 伍潤泉 | 董驃、沈殿霞、潘冰嫦、李麗蕊、翁虹、彭健新、梁思浩、江圖                                                                                       | 處境喜劇 半小時劇集                  |
| 12月31日 | 20   | 鬼做你老婆                              | 網頁                              | 葉子菁               | 李愛瓊 | 歐陽珮珊、劉丹、贾思樂、莫家堯、麥潔文、袁潔儀、歐錦棠、邱月清                                                                                 | 稱於《七點鐘劇場》                   |
| 待查     | 1    | 情在亦舒之珍珠                          | 網頁                              |                      |        | |                                      |
| 04月5日  | 1    | 情在亦舒之玉梨魂                        | 網頁                              |                      |        | |                                      |
| 04月19日 | 1    | 情在亦舒之星之碎片                      | 網頁                              |                      |        | |                                      |
| 待查     | 1    | 情在亦舒之獨身女人                      | 網頁                              |                      |        | |                                      |
| 待查     | 1    | 90都市情懷之曲終人未散                  | 網頁                              |                      | 陳宇超 | 雪梨、陳潔靈、李青山、江華、蕭亮、吳廷燁、苗金鳳、洪羅拔、韓江、黃莎莉                                                                         |                                      |
| 待查     | 1    | 90都市情懷之他來自屯門                  | 網頁                              |                      | 陳宇超 | 莊靜而、劉芊蒂、劉國誠、潘冰嫦、煒烈、黃莎莉、良鳴、淩文海、徐二牛、林文偉、譚少英、鄭文霞、梁錦燊                                             |                                      |
| 待查     | 1    | 90都市情懷之流離之戀                    | 網頁                              |                      |        | 吳毅將、伍詠薇、吳元俊、煒烈、吳聲發、何美美、葉霖                                                                                             |                                      |
| 待查     | 1    | 90都市情懷之情盡半生                    | 網頁                              |                      |        | 鄧浩光、連偉健、劉芊蒂、吳嘉文、李淩江、徐有明、陳麗雲、馬麗虹                                                                                 |                                      |
| 待查     | 1    | 90都市情懷之無盡的愛                    | 網頁                              |                      |        | 李麗蕊、羅頌華、馮素波、敖龍、譚少英、譚德成、陳佩珊、張煒、劉錦玲、江圖、萬斯敏、關偉倫                                                       |                                      |

## 1991年
| 首播日期 | 集數 | 劇名                   | 官網                              | 編審            | 監製          | 演員 | 備註 |
| 01月28日 | 20   | 乖女也瘋狂             |                                   | 胡雪麗 蔡婷婷   | 譚新源        | 喬宏、丁櫻、梅愛芳、江圖、孫興、陳穎芝、符鈺晶、龐秋雁 | 稱於《七點鐘劇場》                                                                                            |
| 02月25日 | 25   | 中環英雄               |                                   | 司徒錦源 鍾健強 | 陳澤成        | 江圖、呂頌賢、吳綺莉、施綺蓮、楊玉梅、邱月清、譚文潔、劉錫賢 | 稱於《七點鐘劇場》                                                                                            |
| 03月4日  | 20   | 劍神                   | myTV SUPER （页面存档备份，存于） | 張國源          | 陳太源        | 尹天照、羅頌華、關詠荷、劉錦玲、雪梨、羅烈 | 主題曲：為何是我 主唱：陳雅雯                                                                                 |
| 04月1日  | 20   | 隔離差館有隻鬼         | 網頁 （页面存档备份，存于）       | 盧榮光          | 岑國榮        | 黃日華、關詠荷、羅青浩、彭健新、寶佩如 | 主題曲：尹光 稱於《七點鐘劇場》 編導：王偉仁、李永清、郭靜霞、李良成                                          |
| 04月1日  | 30   | 廟街豪情               | ATV YouTube                       | 劉枝華          | 龍紹基        | 江華、翁虹、吳啟華、米雪、黃允材、周秀蘭、孫興、陳穎芝、邱月清、高雄、楊群、苗金鳳 | |
| 04月5日  | 20   | 劍三十（獨孤神劍）     | myTV SUPER （页面存档备份，存于） | 昌 計           | 高峻毅        | 潘志文、冼煥貞、嚴秋華、伍衛國、李青山、葉玉卿、黃允材、周秀蘭、尹天照、劉少君 | 編導：劉國豪、高翊浚、高峻毅                                                                                  |
| 04月29日 | 20   | 大提琴與點38           | 網頁 （页面存档备份，存于）       | 張小嫻          | 鞠覺亮        | 呂頌賢、萬綺雯、劉錦玲、李香琴、秦沛、林祖輝、黃允材、韓義生 | 稱於《七點鐘劇場》                                                                                            |
| 05月13日 | 30   | 上海一九四九           |                                   | 陳淑賢          | 馬偉豪        | 鄧浩光、翁虹、陳錦鴻、葉玉卿、高雄、楊群、馮真、江華、丁櫻、劉千愉、林祖輝、梁潔華、蔡曉儀、莫家堯、黃麗梅、黃樹棠、威利、黃麗英、鮑起靜                                                               | |
| 05月27日 | 20   | 觸電情緣               |                                   | 蔡婷婷          | 潘文傑        | 關詠荷、陳庭威、江圖、莫家堯、梁淑莊、劉志榮、劉玉婷、麥麗紅、楊澤霖、森森 | 主題曲：觸電情緣 主唱：賈思樂、李麗蕊 編導：潘文傑、蒲騰晉、梁崇勳、何錦燦、梁欣全、楊紹鴻 稱於《七點鐘劇場》 |
| 06月24日 | 25   | 發達智多星             | 網頁                              | 張國源 鄭忠泰   | 陳鴻楷        | 張國強、譚炳文、郭鋒、唐麗球、鄭君熾、李麗蕊、嚴秋華、苗金鳳 | |
| 06月24日 | 35   | 暴雨燃燒               |                                   | 阮少娜          | 韋家輝        | 任達華、莊靜而、關詠荷、吳毅將、楊玉梅、吳紫妍、李青山、雪梨 | 稱於《七點鐘劇場》                                                                                            |
| 07月29日 | 25   | 再造繁榮               |                                   | 盧永強 林少枝   | 梁材遠 陳太源 | 鄧浩光，伍詠薇、陳穎芝、江華，高雄、夏春秋、郭峰、劉錫賢 | |
| 08月12日 | 20   | 四驅橋聖（橋聖放暑假） | 網頁                              | 鍾健強          | 陳澤成        | 羅頌華、張錦程、袁潔儀、李青山、夏春秋、江圖、陳迪華、羅青浩 | 稱於《七點鐘劇場》                                                                                            |
| 09月2日  | 30   | 勝者為王               |                                   | 蔡婷婷 葉子菁   | 袁仁康        | 陳庭威、秦沛、呂頌賢、高雄、江圖、楊群、萬綺雯、雪梨、李香琴、吳綺莉 | |
| 09月9日  | 20   | 中華英雄之中華傲訣     | myTV SUPER （页面存档备份，存于） | 吳文輝          | 陳太源        | 何家勁、羅頌華、楊澤霖、梁思浩、魯振順、麥麗紅 | 半小時劇集 稱於《七點鐘劇場》                                                                                 |
| 10月7日  | 22   | 過界時代               |                                   |                 | 陳澤成        | 戚美珍、萬綺雯、邵傳勇、羅頌華、陳冬梅 | 稱於《七點鐘劇場》                                                                                            |
| 10月14日 | 30   | 豪門                   | 網頁                              | 盧永強 林少枝   | 梁材遠        | 陳庭威、陳玉蓮、方剛、劉錦玲、吳毅將、伍詠薇、楊群、李香琴、沈殿霞、吳浣儀、江圖、林祖輝、歐陽佩珊、樂蓓、歐錦棠、白韻琴、林立三、譚炳文、羅烈、郭鋒、潘迪華、潘志文、威利、黎少芳、嚴秋華、張錚、江漢 | |
| 11月25日 | 30   | 爭雄歲月 (天地無情)    | 網頁                              | 司徒錦源        | 岑國榮        | 黃日華、羅霖、吳毅將、何美婷、麥景婷、江圖、連偉健、潘志文、陳錦鴻、陳穎芝、羅烈、苗金鳳、梁珊 | |
| 待查     | 12   | 香港奇案               | 網頁                              | 余德偉          | 鄧衍成        | 鄧浩光、尹天照、吳毅將、林祖輝、歐錦棠、翁虹、邱月清、林立三、孫明翠、黃允材、梁珊、劉緯民、萬斯敏、吳曼麗、盧希萊、譚少英、任達華、劉錦玲、翁虹、萬綺雯、苗金鳳                                       | 單元劇 編導：楊紹鴻、鄭偉文、鞠覺亮                                                                           |
| 待查     | 1    | 一代賭王               | 網頁                              |                 |               | | 香港傳奇人物                                                                                                  |
| 待查     | 1    | 天之嬌女               | 網頁                              |                 |               | | 香港傳奇人物                                                                                                  |
| 待查     | 1    | 周德根傳               | 網頁                              | 張小嫻          | 譚朗昌        | 盧海鵬、吳浣儀、吳孟麗、凌文海、劉錫賢、吳紫妍、陳植槐、陳麗雲、王清河、歐陽佩珊、江濤、凌腓力、曾贊安                                                                                                 | 香港傳奇人物                                                                                                  |
| 待查     | 1    | 林美黛傳               | 網頁                              |                 |               | | 香港傳奇人物                                                                                                  |
| 待查     | 1    | 紙上英雄               | 網頁                              |                 |               | | 香港傳奇人物                                                                                                  |
| 待查     | 1    | 商業超人               | 網頁                              |                 |               | | 香港傳奇人物                                                                                                  |

## 1992年
| 首播日期 | 集數 | 劇名                                      | 官網                              | 編審          | 監製   | 演員 | 備註                                                    |
| 01月6日  | 20   | 點解阿sir係隻鬼（學堂威龍）               |                                   | 陳淑賢        | 戚其義 | 盧海鵬、莫家堯、萬綺雯、陳錦鴻、吳浣儀、駱達華、冼灝英、歐錦棠、李泳豪、羅青浩、盧希萊、張錦程 |                                                         |
| 02月3日  | 20   | 大都會鄉里 (威龍警探) Hong Kong Revisited |                                   | 鍾健強        | 譚朗昌 | 邵傳勇、陳山河、陳錦鴻、何美婷、秦沛 | 編導：高林豹、李良成、郭靜霞、譚朗昌                    |
| 2月11日  | 7    | 廉政行動                                  | ICAC （页面存档备份，存于）       |               | 黃華麒 | 陳庭威、張家輝、呂頌賢、蘇永康、顧紀筠、陳加玲、黎漢持、劉玉婷、張國強、吳毅將、黄锦燊、黃允材、林敬剛、龍炳基、黃光亮、林祖輝、黎耀祥、林威、袁潔儀、黃樹棠、談泉慶、劉雲峰、江漢、白文彪、金興賢、譚炳文、肥媽、胡渭康、惠天賜、吳聲發、符鈺晶 | 香港廉政公署與亞視共同製作劇集，同年8月在無線翡翠台重播 |
| 02月17日 | 3.5  | 摩登七十二家房客                          | 網頁                              | 余德偉        | 袁仁康 | 李香琴、鄧碧梅、吳浣儀、夏春秋、譚炳文、黃樹棠、張錦程、黃素歡 | 鐳射劇場 亞視台慶短劇                                   |
| 03月2日  | 20   | 死頂一族（自尊無上）                      |                                   | 葉子菁        | 李愛瓊 | 雪梨、張家輝、盧希萊、劉錦玲、吳浣儀、江漢、鮑起靜、林立三、賈思樂、陳佩珊 |                                                         |
| 03月30日 | 20   | 伯虎為卿狂                                |                                   | 鄭忠泰 劉枝華 | 龍紹基 | 孫興、米雪、江圖、鮑起靜、夏春秋、伍詠薇、萬綺雯、黃允材、郭鋒、樂蓓 | 主題曲：《伯虎為卿狂》 (錦雅夢工場、陳靖允、尹麗玉)     |
| 04月27日 | 20   | 皇城爭霸（滿清十三皇朝之危城爭霸）        | myTV SUPER （页面存档备份，存于） | 張 鍵         | 龍紹基 | 湯鎮業、戚美珍、江圖、歐陽佩珊、森森、雪梨、嚴秋華、煒烈 | 於1990年拍攝                                            |
| 5月18日  | 3    | 鐳射劇場之外賣情人                        | 網頁                              |               |        | 翁虹、樂蓓、鄧浩光、施明、郭金、張錚、區耀國、萬斯敏、盧希萊、陳文好 |                                                         |
| 05月25日 | 20   | 本是同根（還我今生）                      | 網頁                              | 吳文輝        | 黃國輝 | 米雪、江華、呂頌賢、劉丹、郭鋒、楊群、劉錦玲、楊玉梅、李永豪、李泳漢、嚴秋華、蔡曉儀、唐寧、萬斯敏 | 編導：袁樹偉、張健偉、鄭偉文、楊志堅                    |
| 06月18日 | 3    | 鐳射劇場之航天行動                        | 網頁                              |               | 袁仁康 | 關詠荷、劉錦玲、高雄 |                                                         |
| 06月22日 | 25   | 烈火雄風                                  | 網頁                              | 黃浩華        | 陳宇超 | 呂頌賢、翁虹、林祖輝、劉錦玲、楊玉梅、劉丹 | 編導：陳新俠                                            |
| 07月27日 | 30   | 李小龍傳（龍在江湖）                      | myTV SUPER （页面存档备份，存于） | 張小嫻 葉子菁 | 戚其義 | 劉家良、吳大維、呂頌賢、高雄、江華、關詠荷、萬綺雯、張家輝、譚筠怡、黃允材 | 主題曲：《截拳道》(夏韶聲)                              |
| 09月7日  | 20   | 八婆會館（珠光鬥寶氣）                    |                                   | 黃浩華        | 陳鴻楷 | 李香琴、江圖、苑瓊丹、莫家堯、龐秋雁、唐麗球、湘漪、鄧浩光、梁珊、陳佩珊、邱月清 |                                                         |
| 10月3日  | 5    | 皇家警案實錄                              | 網頁                              | 盧榮光        | 岑國榮 | 鄧浩光、吳毅將、雪梨、尹天照、呂頌賢、煒烈、曾守明、伍詠薇、梁碧芝 |                                                         |
| 10月5日  | 30   | 勝者為王II之天下無敵                      |                                   | 陳淑賢 余德偉 | 袁仁康 | 陳庭威、曾華倩、吳毅將、雪梨、張家輝、呂頌賢、伍詠薇、楊群、秦沛、高雄、李香琴、黃莎莉、邱月清、冼灝英、萬綺雯 友情客串：方剛 |                                                         |
| 11月16日 | 30   | 仙鶴神針                                  | myTV SUPER （页面存档备份，存于） | 林少枝        | 蕭 笙  | 鄧浩光、楊玉梅、翁虹、林祖輝、江圖、麥麗紅、尹天照、劉玉婷、黃麗梅、黃允材、潘志文、劉丹、張錚、陳植槐、苑瓊丹、楊澤霖、陳靖允 |                                                         |
| 12月28日 | 20   | 開心鬼福星（地獄雙雄）                    |                                   |               | 李爱琼 | 安德尊、姜皓文、江圖、袁潔儀、連偉健、吳浣儀、楊澤霖 |                                                         |
| 待查     | 3    | 鐳射劇場之雙雄會                          | 網頁                              |               |        | 江華、吳毅將、蔡曉儀、煒烈、黃樹棠、張錦程、劉千愉、陳耀輝、陳靖允 |                                                         |
| 待查     | 3    | 鐳射劇場之偏門家族                        | 網頁                              |               |        | 江華、孫名翠、湘漪、邱月清、劉志榮、譚文潔、連偉健 |                                                         |
| 待查     | 3    | 鐳射劇場之赤色童年                        | 網頁                              |               |        | 吳毅將、陳穎芝、連偉健、何國裕、陳俊年、劉偉民、陳麗雲、陳劍雲 |                                                         |
| 待查     | 3    | 鐳射劇場之卿本男兒                        | 網頁                              |               |        | 吳毅將、邱月清、李菁、詹秉熙、周美玲、羅青浩、陳麗雲 |                                                         |
| 待查     | 3    | 鐳射劇場之飛哥正傳                        | 網頁                              |               |        | 張家輝、郭耀明、張錦程、姜坤、李菁、區耀國、江虹、歐陽耀麟 |                                                         |
| 待查     | 3    | 鐳射劇場之賭神秘笈                        | 網頁                              |               |        | 張家輝、蔡曉儀、楊群、江圖、吳浣儀、曾偉明、吳廷燁、梁錦燊、何美婷、徐二牛、連偉健 |                                                         |
| 待查     | 3    | 鐳射劇場之清裝追女仔 (招財進寶)           | 網頁                              | 黃嘉慧        | 李爱琼 | 歐陽佩珊、張家輝、劉丹、寶佩如、姜皓文、宗揚、白韻琴、范永華、吳廷燁、米奇、李其鈞 |                                                         |
| 待查     | 1    | 今裝戲寶之玉女添丁                        | 網頁                              | 鄭忠泰        | 陳太源 | 鄧浩光、邱月清 |                                                         |
| 待查     | 1    | 今裝戲寶之阿蘭嫁阿瑞                      | 網頁                              | 鄭忠泰        | 陳太源 | 陳庭威、伍詠薇 |                                                         |
| 待查     | 1    | 今裝戲寶之難兄難弟                        | 網頁                              | 鄭忠泰        | 陳太源 | 宗 楊、郭耀明、袁潔儀 |                                                         |
| 待查     | 1    | 今裝戲寶之終歸有日龍穿鳳                  | 網頁                              | 鄭忠泰        | 陳太源 | 羅青浩、劉玉婷 |                                                         |
| 待查     | 1    | 今裝戲寶之女殺手                          | 網頁                              | 鄭忠泰        | 陳太源 | 關詠荷、江 華 |                                                         |
| 待查     | 1    | 一千靈異夜之迷宮殺手                      | myTV SUPER （页面存档备份，存于） |               |        | 陳錦鴻、李麗蕊、盧希萊、吳紫妍 |                                                         |
| 待查     | 1    | 一千靈異夜之凶宅                          | myTV SUPER （页面存档备份，存于） |               |        | 江華 |                                                         |
| 待查     | 1    | 一千靈異夜之血的疑惑                      | myTV SUPER （页面存档备份，存于） |               |        | 麥麗紅、劉丹、吳毅將、韓義生 |                                                         |
| 待查     | 1    | 一千靈異夜之轉世邪靈                      | myTV SUPER （页面存档备份，存于） |               |        | 陳庭威、翁虹、施綺蓮、楊嘉諾 |                                                         |
| 待查     | 1    | 一千靈異夜之護花使者                      | myTV SUPER （页面存档备份，存于） | 盧榮光        | 譚朗昌 | 李青山、劉錦玲、鄧浩光、吳廷燁 |                                                         |
| 待查     | 1    | 一千靈異夜之孽債危情                      | myTV SUPER （页面存档备份，存于） |               |        | 雪梨、高雄 |                                                         |
| 待查     | 1    | 一千靈異夜之厲鬼焚情                      | myTV SUPER （页面存档备份，存于） | 張國源        | 陳鴻楷 | 林祖輝、黃麗梅、韓義生、梁珊、張錚 |                                                         |
| 待查     | 1    | 一千靈異夜之凶穴                          | myTV SUPER （页面存档备份，存于） |               | 陳鴻楷 | 林祖輝、黃麗梅、胡渭康、張錚 |                                                         |
| 待查     | 1    | 一千靈異夜之孽緣十日                      | myTV SUPER （页面存档备份，存于） |               |        | 潘志文、吳浣儀、梁潔華、唐寧 |                                                         |
| 待查     | 1    | 一千靈異夜之靈魂實驗                      | myTV SUPER （页面存档备份，存于） | 張國源        | 陳鴻楷 | 鄧浩光、楊玉梅、尹天照、程文意 |                                                         |
| 待查     | 1    | 一千靈異夜之鬼拳師                        | myTV SUPER （页面存档备份，存于） |               |        | 嚴秋華、吳毅將、冼灝英、陳佩珊 |                                                         |
| 待查     | 1    | 一千靈異夜之貼身噩夢                      | myTV SUPER （页面存档备份，存于） | 盧榮光        | 譚朗昌 | 江華、劉玉婷、楊澤霖、煒烈 |                                                         |
| 待查     | 1    | 一千靈異夜之死連環                        | myTV SUPER （页面存档备份，存于） |               |        | 歐陽耀麟、黎少芳、盧希萊、曾偉明 |                                                         |
| 待查     | 1    | 一千靈異夜之血追憶                        | myTV SUPER （页面存档备份，存于） |               |        | 連偉健、姜坤、吳嘉文、羅青浩 |                                                         |
| 待查     | 1    | 一千靈異夜之血咒                          | myTV SUPER （页面存档备份，存于） |               |        | 林立三、楊玉梅、高雄、程文意 |                                                         |
| 待查     | 1    | 黑道狂花                                  | 網頁                              | 吳文輝        | 岑國榮 | 雪梨、楊澤霖、鄧浩光、鮑起靜、關詠荷、歐錦棠、龐秋雁 |                                                         |

## 1993年
| 首播日期 | 集數 | 劇名                          | 官網                              | 編審          | 監製   | 演員 | 備註                                                       |
| 01月25日 | 5    | 鐵咀雞與扭紋柴 （摩登審死官） | 網頁 （页面存档备份，存于）       | 張國源        | 陳太源 | 沈殿霞、方剛、林祖輝、陳佩珊、夏春秋、苑瓊丹、譚炳文、陳錦鴻、龐秋雁、吳廷燁、連偉健、劉錫賢、楊嘉諾                                         | 主題曲：兩個堅持 主唱：沈殿霞                              |
| 02月1日  | 20   | 劍神不敗（傲劍至尊）          | myTV SUPER （页面存档备份，存于） | 盧榮光        | 陳澤成 | 湯鎮業、楊玉梅 | 稱於《七點鐘劇場》                                         |
| 03月1日  | 30   | 銀狐                          |                                   | 劉枝華 鄭忠泰 | 龍紹基 | 黃日華、呂頌賢、方剛、曾華倩、江華、李香琴、鮑起靜、張家輝、劉丹、譚炳文、江圖、伍詠薇、劉錦玲、蔡曉儀、樂蓓、楚湘雲、陳錦鴻、程文意         | 主題曲：《再生天地》(伍詠薇) 稱於《七點鐘劇場》 原著：方剛 |
| 04月12日 | 20   | 中國教父（再見黃埔灘）        | 網頁                              | 盧榮光        | 楊紹鴻 | 陳庭威、秦沛、吳毅將、陳綺明、李香琴、歐陽珮珊、尹天照、劉玉婷、楊澤霖、蔡曉儀、江圖                                                         | 編導：吳耀權、楊智謙、蔡德成、姜明海                       |
| 05月3日  | 20   | 隔世天師                      |                                   |               | 陳鴻楷 | 劉丹、黃允財、趙靜儀、黃曼凝、張雷、潘宏彬、安德尊、劉玉婷、尹麗玉、煒烈、曹達華、蔡國慶、戴偉光、羅國暉、淩文海、葉霖、梁錦燊、甘山、黃樹棠 | 午間時段播映 於1990年8月25日海外發行 編導：黃裕文、張健偉  |
| 05月10日 | 20   | 賭神秘笈'93                   |                                   | 黃浩華        | 李愛瓊 | 江華、萬綺雯、江圖、張家輝、楊玉梅、尹天照、何美婷、潘志文、胡渭康、劉錫賢                                                                   | 主題曲主唱：莫奇榮 稱於《七點鐘劇場》                      |
| 05月31日 | 20   | 豪俠傳                        | myTV SUPER （页面存档备份，存于） | 劉枝華        | 譚新源 | 江圖、連偉健、吳元俊、周秀蘭、劉玉婷、羅烈、潘冰嫦                                                                                           | 午間時段播映                                               |
| 06月7日  | 20   | 點解阿sir係隻鬼(續集)         | 網頁                              | 何文田        | 戚其義 | 盧海鵬、莫家堯、陳錦鴻、萬綺雯、龐秋雁、劉玉婷、黃允材、郭鋒                                                                                 | 稱於《七點鐘劇場》                                         |
| 06月28日 | 20   | 衝出校園                      | 網頁                              | 許淑嫻        | 陳宇超 | 劉錦玲、陳錦鴻、苗金鳳、張家輝、劉錫賢、龍炳基、龐秋雁、吳元俊                                                                               | 午間時段播映                                               |
| 07月5日  | 20   | 槍神                          | 網頁 （页面存档备份，存于）       | 陳淑賢        | 陳宇超 | 呂頌賢、萬綺雯、吳毅將、劉錦玲、何美婷、秦沛、黄允材、郭鋒、陳綺明、陳錦鴻                                                                   | 主題曲：《對對錯錯》(寶珮如) 稱於《七點鐘劇場》            |
| 08月2日  | 25   | 新香港奇案                    | 網頁                              |               | 陳樹楷 | 鄧浩光、劉錦玲、林祖輝、盧希萊、高雄、龐秋雁、譚炳文、黃麗梅、羅青浩                                                                         | 稱於《七點鐘劇場》                                         |
| 09月6日  | 20   | 馬場風雲                      |                                   | 鄭忠泰        | 陳太源 | 方剛、楊群、張家輝、莫家堯、蔡曉儀、李小蕙、譚炳文、黃允材、林祖輝、潘志文、施綺蓮                                                           | 主題曲：《驅策命運》(張家輝) 稱於《七點鐘劇場》            |
| 10月4日  | 31   | 天蠶變之再與天比高            | myTV SUPER （页面存档备份，存于） | 盧榮光 林少枝 | 蕭 笙  | 徐少強、尹天照、羅頌華、蔡曉儀、惠天賜、黃允材、雪梨、高雄、羅烈、歐陽珮珊、宗揚、程文意、羅青浩、麥景婷、陳冬梅                             |                                                            |
| 10月—日  | 10   | 皇家警案實錄II                | 網頁                              | 黃浩華        | 蕭鍵鏗 | 呂頌賢、伍詠薇、吳毅將、劉錦玲、鄧浩光、龐秋雁、林祖輝、高雄                                                                                 |                                                            |
| 11月15日 | 30   | 勝者為王III王者之戰           |                                   | 鄭忠泰 劉枝華 | 龍紹基 | 任達華、湯鎮業、高雄、江華、伍詠薇、萬綺雯、黃允材、歐錦棠、劉錦玲 友情客串：方剛                                                            |                                                            |
| 12月27日 | 10   | 新朱門怨                      | 網頁                              | 王 森         | 王天林 | 翁虹、江華、譚炳文、歐陽珮珊、林祖輝、樂蓓、楊澤霖                                                                                           |                                                            |

## 1994年
| 首播日期    | 集數 | 劇名                                         | 官網                              | 編審                 | 監製   | 演員 | 備註                                                                    |
| 01月10日    | 20   | 中國教父II再起風雲（再見黃埔灘II之再起風雲） | 網頁                              | 盧榮光               | 楊紹鴻 | 陳庭威、徐少強、江圖、宗楊、尹天照、盧海鵬、李香琴、甘山、王薇、文頌嫻、麥麗紅、梁碧芝                                                                                   | 主題曲：葉麗儀、陳庭威                                                  |
| 02月7日     | 20   | 城中姊妹花                                   |                                   |                      | 李爱琼 | 李香琴、楊玉梅、鄧浩光 | 主題曲：《誰話野花不會真心》(黃寶欣)                                    |
| 03月7日     | 41   | 戲王之王 The Movie Tycoon                    | 網頁                              | 阮少娜 余德偉        | 戚其義 | 任達華、伍詠薇、江華、區淑貞、呂頌賢、施綺蓮、林祖輝、李香琴、韋家雄、楚湘雲、方剛、樂蓓、麥基、吳浣儀、秦沛、鮑起靜、楊群、劉錦玲、潘志文                               | 主題曲：《星光背影》(Maria Cordero) 故事策劃：方剛                      |
| 04月26日    | 20   | 梁天來（九命奇冤梁天來）                     |                                   | 唐敏明               | 陳樹楷 | 張家輝、蔡曉儀、邵傳勇、譚炳文、盧海鵬、馮美英、劉玉婷、李小蕙、黃允材、江圖、羅青浩                                                                                     | 午間時段播映                                                            |
| 05月24日    | 30   | 冬日驕陽（家仇）                             |                                   | 鄭忠泰 鄧貴蟬        | 蕭鍵鏗 | 雪梨、斑斑、譚炳文、梁珊、江圖、潘志文、麥麗紅、龐秋雁 | 午間時段播映                                                            |
| 07月18日    | 20   | 岳飛                                         | ATV YouTube                       | 黃浩華               | 蕭 笙  | 徐少強、潘志文、魏秋樺、唐麗球、甄志強、黄允材、尹天照、蔡濟文、李道洪、陳佩珊、郭鋒                                                                                     |                                                                         |
| 08月2日     | 30   | 可憐天下父母心                               | 網頁                              | 盧榮光               | 李愛瓊 | 譚炳文、鮑起靜、江圖、程文意、文頌嫻、駱達華、宗楊、楊玉梅、劉玉婷、羅頌華                                                                                               | 主題曲：《父母心》(寶珮如)                                              |
| 08月15日    | 30   | 洪熙官 The Kung Fu Master                    | myTV SUPER （页面存档备份，存于） | 劉枝華               | 陳宇超 | 甄子丹、蔡曉儀、甄志強、黄允材、張家輝、吳毅將、潘志文、吳沅儀、羅烈、陳綺明、李道洪、黃麗梅、梁日豪、吳小清、徐二牛、鄧浩光、王薇、陳靖允、司馬華龍、吳廷燁、張錚、甘山 | 主題曲：《理想》(甄子丹)                                                |
| 09月26日    | 30   | 碧血青天楊家將                               | myTV SUPER （页面存档备份，存于） | 阮少娜               | 楊紹鴻 | 金超群、李香琴、徐少強、秦沛、譚炳文、甄志強、馮國亞、蔡曉儀、苑瓊丹、黄允材、吳毅將、麥景婷、王艷娜、蔡濟文                                                             | 主題曲：葉振棠、葉麗儀                                                  |
| 10月19日    | 30   | 鳳凰傳說                                     | 網頁 （页面存档备份，存于）       | 鄧貴蟬 鍾政良        | 譚朗昌 | 張家輝、文頌嫻、劉玉婷、李菁、鄧浩光、雪梨、吳元俊、江圖、潘志文 | 主題曲主唱：羅霖、鄧浩光                                                |
| 11月7日     | 30   | 碧血青天珍珠旗                               | myTV SUPER （页面存档备份，存于） | 阮少娜 鍾政良        | 楊紹鴻 | 譚炳文、麥景婷、劉松仁、楊玉梅、陳麗斯、徐少強、李香琴、蔡濟文、馮國亞、王艷娜、萬綺雯、呂頌賢、江圖、任冰兒、龍貫天、南紅                                               | 主題曲：葉振棠、葉麗儀                                                  |
| 11月30日    | 20   | 龍泉奇俠                                     | myTV SUPER （页面存档备份，存于） |                      | 陳宇超 | 尹天照、盧海鵬、劉錦玲、譚榮傑、邵傳勇、潘志文、江圖、甘山、劉錫賢、劉玉婷                                                                                               | 於1991年7月31日海外發行                                                 |
| 12月19日    | 30   | 郎心如鐵                                     | 網頁 （页面存档备份，存于）       | 阮少娜 鍾政良 蔡婷婷 | 陳樹楷 | 鮑起靜、江華、江圖、吳雪雯、甄志強、萬綺雯、楊群、林祖輝、林立三、區淑貞                                                                                                 | 策劃：張小嫻                                                            |
| 11月26-27日 | 2    | 宋氏姊妹                                     |                                   |                      |        | 歐陽珮珊、劉錦玲、白靈、倪昌年、甄志強、林祖輝、高雄 | 國際台播出，粵語旁白英文字幕，劇情里加插紀錄片，與日本NHK電視台合作拍攝 |

## 1995年
| 首播日期     | 集數 | 劇名                                       | 官網                                                                | 編審                 | 監製         | 演員 | 備註                                                                    |
| 01月2日      | 40   | 九王奪位（君臨天下、君臨天下之血濺太和殿） | myTV SUPER （页面存档备份，存于） myTV SUPER （页面存档备份，存于） | 劉枝華               | 蕭 笙        | 江華、潘志文、湯鎮業、甄志強、蔡曉儀、徐錦江、吳廷燁、黄允材、高雄、區淑貞、文頌嫻 | 主題曲：《世間情至高》(江華、田蕊妮主唱)                                |
| 02月23日     | 30   | 美夢成真                                   |                                                                     | 盧榮光               | 陳樹楷       | 林韋辰、王薇、江圖、羅青浩、韋家雄、陳靖允、關偉倫、徐二牛、葉靖怡、容錦昌、鮑起靜、甘山、夏春秋、黃璦瑤、鄭恕峰、吳廷燁、劉錫賢、李岡 |                                                                         |
| 03月6日      | 40   | 城中姊妹花II子夜情人                       |                                                                     |                      | 龍紹基       | 萬綺雯、王薇、林韋辰、容錦昌、斑斑、郭鋒、黄允材、Maria Cordero、梁珊、陳綺明、李小惠、李慕瓊、譚筠怡、羅嬋、龐秋雁 |                                                                         |
| 04月3日      | 20   | 一屋兩鬼三人行（再續隔世情）               |                                                                     | 唐敏明               | 蕭鍵鏗       | 呂頌賢、王薇、區淑貞、韋家雄、寶珮如、邵傳勇、胡渭康、高雄、陳欣欣、黃莎莉、曾瑋明、陳靖允、麥基 |                                                                         |
| 04月3日      | 20   | 法外英雄                                   |                                                                     | 蔡婷婷 方方土        | 譚朗昌       | 羅慧娟、高雄、江圖、王豔娜、王書麒、陳麗斯、黃允材、黃子揚、王瑋、文頌嫻 |                                                                         |
| 05月1日      | 20   | 九品芝麻官                                 | 網頁                                                                | 余德偉               | 李愛瓊       | 尹天照、李家聲、李菁、區淑貞、黄允材、煒烈、羅烈、韓義生、鄭恕峰、邵傳勇 | 又名《九品太歲》                                                        |
| 05月1日      | 20   | 女幹探（辣手幹探俏嬌娃）                   | ATV YouTube （页面存档备份，存于）                                  | 鍾政良               | 蕭鍵鏗       | 江華、陳德容、麥景婷、楊玉梅、陳麗斯、林立三、吳元俊 | 策劃：張小嫻                                                            |
| 05月29日     | 130  | 包青天                                     | myTV SUPER （页面存档备份，存于）                                   | 阮少娜 劉枝華 鍾政良 | 梁 天 陳宇超 | 金超群、呂良偉、范鴻軒、江圖、米雪、馮寶寶、郭峰、李岡、鮑起靜、關偉倫、吴元俊、徐少强、宗楊、黃允材、李道洪、曾守明、鄭恕峰、楊嘉諾、黃子揚、林心如、羅慧娟、楊盼盼、劉曉慶、伍衛國、梁天、萬綺雯、楊澤霖、高雄、王戎、林韋辰、王薇、林志豪、麥基、黃樹棠、甄志強、徐錦江、苑瓊丹、陳德容、邵傳勇、冼灝英、楊群、宮雪花、米奇、甘山、馮國亞、白彪、蔡燦得、杜汶澤、莊靜而、蔡曉儀、馬景濤、于莉、劉錫賢、吳廷燁、蔡濟文、劉德凱、歸亞蕾、邵仲衡、南紅、田蕊妮、文頌嫻、容錦昌、陳麗雲、焦恩俊、顧冠忠、李香琴、王艷娜、龍貫天、劉洵、惠天賜、羅烈、叢珊、劉玉婷、陳靖允、黎淑賢、煒烈、梁珊、司馬華龍、劉美娟、李潤琪、林立三、斑斑、袁潔儀、狄鶯、歐陽龍、曾瑋明、吳沅儀、夏春秋 | 國語版有金超群原音 劇本主編：梁立人 製作策劃：楊紹鴻，與河北電視台合拍  |
| 06月12日     | 20   | 愛者有其屋（現代愛情故事）                 |                                                                     | 鄧貴嬋               | 蕭鍵鏗       | 王書麒、劉玉婷、蔡濟文、葉靖怡、邵傳勇、寶珮如、高雄、胡渭康、韋家雄 | 編導：米家豐、楊志堅、李慧珠、王偉仁                                    |
| 08月21日     | 30   | 精武門                                     | myTV SUPER （页面存档备份，存于）                                   | 張國源 鄧貴嬋        | 龍紹基       | 甄子丹、萬綺雯、尹天照、叢珊、劉志榮、高雄、林志豪、梁日豪、吳廷燁、曾瑋明、吳小清、楊澤霖、鮑起靜、米奇、韓義生、冼灝英、戴夢夢、馮國亞、麥基、徐二牛、江圖、甘山、關偉倫、煒烈 | 主題曲：《精武英雄》(甄子丹主唱) 總武術指導：甄子丹                     |
| 10月16日     | 30   | 殭屍道長                                   | myTV SUPER （页面存档备份，存于）                                   | 劉枝華 蔡婷婷        | 楊紹鴻       | 林正英、徐少強、苑瓊丹、王書麒、文頌嫻、容錦昌、譚炳文、冼灝英、羅青浩、朱威廉、黃寶欣、黃樹棠 | 主題曲：《天涯孤客》(陳浩德、方伊琪主唱)                                |
| 11月27日     | 30   | 喂！喂！喂！有屋租（有房出租）             | 網頁 （页面存档备份，存于）                                         | 盧榮光               | 李愛瓊       | 張家輝、王薇、胡渭康、楊玉梅、駱達華、陳潔儀、區淑貞、金慧英、蔡美蘭、煒烈、陳靖允、吳浣儀、黃璦瑤、黃江祥、林韋辰、吳元俊、鍾秀群 | 本劇有6个單元故事分別為安魂曲、桃花煞、奪命佳人、前世今生、倫常劫、逃妻 |
| 播出時期不明 |      | 悲情都市                                   |                                                                     |                      | 陳樹楷       | 林韋辰 |                                                                         |
| 播出時期不明 | 5    | 悲情都市之毒海孝子                         |                                                                     |                      | 陳樹楷       | 王薇、宗揚、羅頌華 |                                                                         |

## 1996年
| 首播日期     | 集數 | 劇名                           | 官網                              | 編審                        | 監製   | 演員 | 備註 |
| 01月13日     | 40   | 我和春天有個約會               |                                   | 蔡婷婷 劉枝華               | 蕭鍵鏗 | 鄧萃雯、商天娥、萬綺雯、蔡曉儀、江華、蔡濟文、林祖輝、李道洪、鮑起靜、陳靖允、葉振棠、白千石、譚炳文、江圖、楊澤霖、尹天照、龍貫天、宗揚、李妮、丁子俊     | 主題曲：《離春天多麼遠》 主唱：辛曉琪                                                                                              |
| 03月4日      | 80   | 飄零燕                         | 網頁1 網頁2                       | 李綺華 鄧貴嬋 鍾政良        | 冼志偉 | 黃淑儀、秦沛、左詩蓓、陳靖允、林韋辰、李香琴、文頌嫻、王薇、莊靜而、黃允材、鮑起靜、夏春秋                                                                 | 半小時劇集 |
| 04月15日     | 40   | 千王之王重出江湖               |                                   | 張國源 李綺華               | 曾謹昌 | 謝賢、米雪、劉松仁、葉童、宮雪花、楊恭如、林志豪、文頌嫻、黄仲崑、林威、楊群、吳廷燁、徐二牛、楊嘉諾、煒烈、吳元俊、江圖、高雄、甘山、冼灝英、米奇、盧敏儀 | 主題曲：《為什麼我要走》 主唱：周華健                                                                                              |
| 04月15日     | 105  | 再見艷陽天（情定艷陽天）       | myTV SUPER （页面存档备份，存于） | 阮少娜 余德偉 鍾政良 劉枝華 | 楊紹鴻 | 陳秀雯、馬景濤、鄧萃雯、林韋辰、商天娥、林偉、邵美琪、黃仲崑、鮑起靜、秦沛、李香琴、李小惠、巫奇、萬斯敏、黃璦瑤、戴夢夢、江圖、黃允材、楊嘉諾             | 主題曲：《艷陽》（曲：蔡國權、詞：向雪懷、主唱：陳秀雯）                                                                           |
| 4月2-日      | 4    | 一人有一個理想                 |                                   |                             | 趙汝強 | 夏春秋、許芬、萬綺雯、蔡濟文、劉志榮、宮雪花、南紅、宗揚                                                                                                   | |
| 10月7日      | 50   | 殭屍道長II                     | myTV SUPER （页面存档备份，存于） | 蔡婷婷 李綺華               | 蕭鍵鏗 | 林正英、商天娥、林文龍、江圖、黎淑賢、孟海、尹天照、文頌嫻、楊恭如、程東、黃允材、鄭柏林、李小蕙、姜皓文、陶安仁、吳廷燁、王薇、劉萬怡                     | 主題曲：《天涯孤客》（曲：Yoshida Tadashi、koike Kazuo、詞：蘇翁、主唱：巫奇）                                                     |
| 12月16日     | 40   | 親親，親人（錯摸老婆）         | 網頁                              | 陳淑賢                      | 龍紹基 | 李婉華、甄志強、王薇、謝雪心、黃允材、劉志榮、黎淑賢、劉錫賢、田蕊妮、歐陽耀麟                                                                             | 處境喜劇 主題曲：《事事未滿足》（中國Power ）                                                                                      |
| 播出時期不明 | 10   | 誰是兇手                       |                                   |                             | 譚朗昌 | 歐錦棠、萬綺雯、容錦昌、江圖、楊澤霖、黎淑賢、黃允材、尹麗玉、李小惠、王薇、姜皓文                                                                         | |
| 播出時期不明 | 20   | 女人啊！女人（不易受傷的女人） |                                   |                             | 蕭 笙  | 宮雪花、湯鎮業、江圖、黎思嘉、黃允材、南紅、斑斑、王瑋楹                                                                                                   | |
| 播出時期不明 | 22   | 坊間故事                       | 網頁                              | 許淑嫻                      | 梁 天  | 江圖、楊恭如、王艷娜、王薇、譚炳文、郭峰、南紅、龍貫天、田蕊妮、文頌嫻、劉錫賢、蔡國威、李潤琪、關偉倫、袁潔儀、歐陽耀麟、姜皓文、江圖                     | 坊間傳奇是由八個經典傳奇故事所組成，包括《八喜圖》《花蕊夫人》《借妻記》《玉弓緣》《冷暖人間》《玉葵寶扇》《甘戴綠頭巾》《玉堂春》 |
| 播出時期不明 | 15   | 亂世豪情（丐王）               |                                   |                             | 蕭 笙  | 邵仲衡、龐秋雁 | 與廣東電視台合拍 |

## 1997年
| 首播日期     | 集數 | 劇名                             | 官網                              | 編審                 | 監製         | 演員 | 備註 |
| 01月13日     | 40   | 劍嘯江湖                         | myTV SUPER （页面存档备份，存于） | 劉枝華               | 冼志偉       | 劉松仁、莊靜而、徐少強、甄志強、尹天照、楊恭如、蔡曉儀、黄美芬、楊嘉諾、秦沛、黃允材、江圖、麥景婷、張國權、甘山                                                                 | 主題曲：《怕你看見我悲傷》（） 插曲：《餘生恨更多》（王佩）                                                                                           |
| 02月3日      | 22   | 萬事勝意                         | 網頁                              | 張國源               | 楊志堅       | 譚炳文、李香琴、龐秋雁、王艷娜、江圖、寶珮如、秦啟維、鄧偉傑、李潤祺 | 主題曲：《愛的季節》（中國Power） |
| 02月24日     | 30   | 新包青天                         | myTV SUPER （页面存档备份，存于） | 阮少娜 劉枝華 鍾政良 | 梁 天 陳宇超 | 金超群、呂良偉、范鴻軒、鮑起靜、黃允材、李道洪、曾守明、鄭恕峰、楊嘉諾、黃子揚、林心如、林威、苗僑偉、李志希、白彪、林心如、鮑起靜、劉曉慶、萬綺雯、楊澤霖、伍衛國、高雄、龍貫天 | 本劇播出時主角包拯扮演者金超群由香港資深藝人譚炳文粵語配音，國語金超群原音 共五單元《仇之劍》、《梅花盜》、《大執法》、《霧鎖開封》、《英烈千秋》播映 |
| 03月10日     | 40   | 國際刑警1997                     | 網頁                              | 黃浩華 余德偉 阮少娜 | 楊紹鴻       | 方中信、關禮傑、劉松仁、林韋辰、林祖輝、鄧萃雯、江圖、陳惠敏、盧惠光、孟海 | 主題曲：《勇闖前方》(成龍主唱) 插曲：《夜買賣》(巫奇)                                                                                                 |
| 04月7日      | 30   | 肥貓正傳 Forrest Cat             |                                   | 盧榮光 吳滄洲        | 譚朗昌       | 鄭則士、鮑起靜、江美儀、鄧浩光、王嘉明、江圖、宗揚、張文慈、甄志強、寶珮如、斑斑                                                                                                 | 主題曲：《和你是最親近》 (鄭則士、寶珮如主唱) 策劃：鄭則士                                                                                            |
| 05月12日     | 61   | 97變色龍                         | 網頁 （页面存档备份，存于）       | 李綺華 余德偉        | 梁 天 冼志偉 | 尹天照、文頌嫻、萬綺雯、王薇、林韋辰、劉永、謝雪心、譚炳文、南紅、杜汶澤、劉志榮、鮑起靜、郭鋒、斑斑、黎燕珊、吳浣儀、江圖、羅家寶、吳小清、繆非臨                               | |
| 07月7日      | 30   | 等著你回來（情定陰陽界／撞到正） | 網頁                              | 李綺華               | 鄭偉文       | 林文龍、文頌嫻、楊恭如、尹天照、邵仲衡、麥景婷、杜汶澤、張國權、田蕊妮、黎淑賢、王薇、楊嘉諾、吳浣儀、林正英、陳煒、夏春秋、黎思嘉                                               | |
| 07月7日      | 15   | 歸航（道光秘史）                 |                                   |                      |              | 袁詠儀、潘虹、伍詠薇、黃百鳴、趙文瑄、曾江 | 中港台合作 主題曲：《愛我（粵語版）》（柯以敏） 與難兄難弟對撼、最後被腰斬                                                                            |
| 07月28日     | 40   | 雪花神劍                         | myTV SUPER （页面存档备份，存于） | 鍾政良               | 蕭 笙        | 姜大衛、龔慈恩、米雪、徐少強、楊恭如、陳煒、盧惠光、黎淑賢、甄志強、袁文杰、高雄、王艷娜、繆非臨、黃寶欣、吳少剛                                                                 | |
| 08月11日     | 40   | 天長地久                         | 網頁                              | 蔡婷婷               | 龍紹基       | 馬景濤、陳秀雯、吳家麗、張文慈、夏雨、高雄、姜皓文、蔡濟文 | |
| 10月6日      | 15   | 真相                             | 網頁                              | 鄧貴蟬 盧榮光        | 譚朗昌       | 關禮傑、王鍾、黎淑賢、黃允材、莊靜而、李潤祺、黃璦瑤、陳潔儀 | |
| 10月27日     | 45   | 我來自潮州                       |                                   | 吳滄洲 張國源        | 梁 天        | 陳庭威、歐錦棠、劉錫賢、文頌嫻、楊恭如、江圖、陳潔儀、李香琴、王戎、袁潔儀、斑斑、南紅、龍貫天、黃璦瑤、羅烈、徐二牛、謝雪心、鄭佩佩                                             | 官方網頁 |
| 10月26日     | 32   | 屋企有個肥大佬（肥仔媽咪）       |                                   | 盧榮光               | 譚朗昌       | 鄭則士、林韋辰、陳煒、李婉華、江圖、甄志強、江美儀、龔施茜、鮑起靜、姜皓文、黃樹棠、陳欣欣、斑斑、楊恭如、李小惠                                                                 | 主題曲：《各有各屋簷》（郭靜） |
| 12月29日     | 30   | 著數一族（努力向錢看）           | 網頁                              | 余德偉 鍾政良        | 蕭鍵鏗       | 袁文傑、王薇、杜汶澤、林韋辰、文頌嫻、關偉倫、夏雨 | |
| 播出時期不明 |      | 樂師傅周記                       |                                   |                      |              | 黃樹棠 | |

## 1998年
| 首播日期 | 集數 | 劇名                                        | 官網                              | 編審                 | 監製         | 演員 | 備註                                       |
| 02月9日  | 45   | 流氓·律師                                   | myTV SUPER （页面存档备份，存于） | 劉枝華 余德偉        | 蕭 笙        | 姜大衛、歐錦棠、江美儀、黃允材、尹天照、甄志強、江圖、王薇、麥景婷、楊澤霖、冼灝英、蔡曉儀、張文慈、謝雪心、李潤祺、陳惠敏                                                                                           |                                            |
| 03月9日  | 25   | 呆佬賀壽                                    | 網頁                              | 李漪琳               | 龍紹基       | 廖偉雄、萬綺雯、文頌嫻、劉錫賢、江圖、謝雪心、吳廷燁 |                                            |
| 05月18日 | 32   | 穆桂英大破天門陣                            | myTV SUPER （页面存档备份，存于） | 鍾政良               | 楊紹鴻       | 陳秀雯、焦恩俊、鮑起靜、文頌嫻、林韋辰、田蕊妮、黃璦瑤、陶安仁、楊嘉諾、楊澤霖、宗揚、黎思嘉、宮雪花、郭金、龍貫天、盧惠光、朱燕珍                                                                                   | 其他譯名《天波府風雲》                     |
| 07月1日  | 28   | 穆桂英掛帥（穆桂英十二寡婦征西）            | myTV SUPER （页面存档备份，存于） | 阮少娜 鍾政良        | 楊紹鴻       | 陳秀雯、焦恩俊、鮑起靜、文頌嫻、林韋辰、田蕊妮、黃璦瑤、陶安仁、楊嘉諾、楊澤霖、宗揚、黎思嘉、宮雪花、郭金、龍貫天、盧惠光、朱燕珍                                                                                   |                                            |
| 11月30日 | 35   | 我和殭屍有個約會 I Have A Date with Vampire |                                   | 張國源 李綺華 李漪琳 | 冼志偉       | 萬綺雯、尹天照、張國權、楊恭如、陳啟泰、張文慈、吳廷燁、杜汶澤、黃樹棠、呂有慧、麥景婷、黃美芬、吳浣儀、江圖、劉國誠、馬宗德、陳煒、劉錫賢、姜皓文、冼灝英、程東、林依彤、周恩恩、楊嘉諾、宗揚、李勇、梁碧芝、黃璦瑤 | 主題曲：《夢裡是誰》 主唱：王馨平 官方網頁 |
| 12月21日 | 30   | 我來自廣州 I Come from Guangzhou            | 網頁                              | 張國源 吳滄洲        | 蕭 笙 冼志偉 | 陳庭威、王馨平、歐錦棠、文頌嫻、王薇、袁文杰、王戎、杜汶澤、陳潔儀、宗揚、劉錫賢 |                                            |

## 1999年
| 首播日期 | 集數 | 劇名         | 官網                              | 編審                 | 監製          | 演員 | 備註                                  |
| 01月11日 | 35   | 非常女警     | 網頁                              | 蔡婷婷 李漪琳 吳滄洲 | 陈宇超        | 夏春秋、鮑起靜、李婉華、石修、陳煒、林韋辰、甄志強、袁文傑、梁碧芝、杜汶澤                                                               | 主題曲：《今天愛情報告》 主唱：杜麗莎 |
| 03月8日  | 42   | 縱橫四海     |                                   | 文 雋                | 鄭偉文 李兆基 | 陶大宇、周海媚、楊恭如、譚耀文、葉德嫻、江圖、謝雪心、鮑起靜、文頌嫻、王薇、劉錫賢、石修、田蕊妮、羅家英、歐錦棠、黃璦瑤、張文慈、袁文傑 | 主題曲：《烽火情天》 主唱：譚耀文     |
| 03月22日 | 32   | 肥貓正傳II   |                                   | 林少枝               | 譚朗昌        | 鄭則士、鮑起靜、黄允材、江圖、鍾慧寧、江麗娜、苗僑偉、江美儀、何家勁、韓君婷、八兩金                                                     | 策劃：鄭則士                          |
| 05月3日  | 40   | 英雄廣東十虎 | myTV SUPER （页面存档备份，存于） | 阮少娜 鍾政良        | 曾謹昌        | 歐錦棠、陳煒、吳廷燁、林志豪、黄仲崑、高雄、姜皓文、袁文傑、陳寶轅、姚嘉妮、文頌嫻、于榮光、馬宗德                                       |                                       |
| 11月22日 | 20   | 南海十三郎   | 網頁                              | 李漪琳               | 冼志偉 鄭偉文 | 林韋辰、童愛玲、董驃、杜汶澤、田蕊妮、梁漢威、黃允材、鮑起靜、陳啓泰、王薇                                                               |                                       |
| 12月20日 | 25   | 海瑞鬥嚴嵩   | 網頁                              | 阮少娜 鍾政良 方世強 | 李兆華        | 江圖、陳庭威、劉永、陳煒、石修、姚嘉妮                                                                                                   |                                       |